# 孔西斯
孔西斯（法語：Concise）是瑞士联邦西部法语区的沃州下设的一个镇。在行政上属于沃州北汝拉区管辖。孔西斯的总面积为11.40平方公里。截至2010年底，总人口为779。

## 地理
孔西斯位于纳沙泰尔湖西北岸。